# Provincia di Bueng Kan
La provincia di Bueng Kan (in thailandese จังหวัดบึงกาฬ, changwat Bueng Kan) è una provincia della Thailandia situata nell'Isan, la macro-regione del nord-est del paese. Si estende per 4.305 km² e a tutto il 2020 aveva una popolazione di 422 042 abitanti. Il capoluogo è il distretto di Mueang Bueng Kan, nel quale si trova la città principale Bueng Kan.

## Geografia
Confina con le province di Nakhon Phanom, Sakon Nakhon, Udon Thani e Nong Khai. A nord e ad est è delimitata dal fiume Mekong, al di là del quale si estende lo Stato del Laos.

## Storia
La provincia è stata istituita con un decreto reale del 21 marzo 2011, e il suo territorio è stato scorporato da quello della provincia di Nong Khai.

## Geografia antropica
La provincia è suddivisa in 8 distretti (amphoe), che sono formati da un totale di 54 sotto-distretti (tambon) e 599 villaggi (muban).
|  | 1. Mueang Bueng Kan 2. Phon Charoen 3. So Phisai 4. Seka 5. Pak Khat 6. Bueng Khong Long 7. Si Wilai 8. Bung Khla |

### Amministrazioni comunali
A tutto il 2020, non vi era alcun comune della provincia con lo status di città maggiore (thesaban nakhon) e l'unico che rientrava tra le città minori (thesaban mueang) era Bueng Kan, che aveva 20 062 residenti. Bueng Kan aveva ottenuto lo status di città minore nell'agosto 2020, e nell'aprile precedente era una delle 18 municipalità di sottodistretto (thesaban tambon) presenti nella provincia, tra le più popolose delle quali vi erano anche Si Wilai (con 11 090 residenti) e Phon Charoen (10 335). Nell'aprile 2020, le aree che non ricadevano sotto la giurisdizione delle amministrazioni comunali erano governate da un totale di 41 "Organizzazioni per l'amministrazione del sottodistretto" (ongkan borihan suan tambon).